# Фортуна Арена
«Фортуна Арена» (чеськ. Fortuna Arena) — футбольний стадіон у місті Прага, Чехія, домашня арена місцевого клубу «Славія». 
Стадіон побудований протягом 2005—2008 років та відкритий 7 квітня 2008 року на місці старого стадіону «Еден». У 2008 році арена носила назву «Стадіон Еден» за іменем старого стадіону. Протягом 2008—2012 років стадіон називався «Синот Тіп Арена», що пов'язано зі спонсорською угодою із однойменною компанією. 2012 року арену перейменовано на «Еден Арена». 
У 2016 році компанія «CEFC China Energy», яка раніше придбала контрольний пакет акцій «Славії», мала намір придбати 70 % акцій стадіону та оголосила про плани інвестувати близько €50 млн (разом із купівлею акцій) задля його модернізації та перетворення у головний національний стадіон для збірної Чехії. 2017 року компанія викупила весь пакет акцій та створила однойменну арені компанію-оператора. 
30 серпня 2013 року стадіон приймав матч Суперкубка УЄФА між мюнхенською «Баварією» та лондонським «Челсі». До цього матчі Суперкубка традиційно проходили на Стадіоні Луї II у Монако.